# Duodeciljon
Duodeciljon är talet 1072 i tiopotensnotation, och kan skrivas med en etta följt av 72 nollor, alltså
1 000 000 000 000 000 000 000 000 000 000 000 000 000 000 000 000 000 000 000 000 000 000 000 000.
Ordet duodeciljon kommer från det latinska prefixet duodeca- (tolv) och med ändelse från miljon.
En duodeciljon är lika med en miljon undeciljoner eller en miljondel av en tredeciljon.
En duodeciljondel är 10−72 i tiopotensnotation.